# Reno (Nevada)
Pour les articles homonymes, voir Reno.
Reno est une ville américaine, siège du comté de Washoe dans l'État du Nevada. Lors du recensement des États-Unis de 2010, sa population s'élève à 225 221 habitants, ce qui en fait la troisième ville du Nevada après Las Vegas et Henderson.
Se trouvant à 41 kilomètres au nord-est du lac Tahoe, dans le désert, ainsi qu'à une cinquantaine de kilomètres au nord de Carson City, la capitale de l'État, elle partage sa frontière avec la ville de Sparks. Connue comme « la plus grande petite ville du monde », Reno est aussi célèbre pour ses casinos et pour être le lieu de naissance de la corporation de jeu Harrah's Entertainment. Reno est le siège d'International Game Technology, important fabricant de machines de jeu. Elle est desservie par deux aéroports, l'aéroport international de Reno-Tahoe et l'aéroport Reno Stead.

## Histoire
Le site de la ville actuelle est colonisé vers 1858 et appelé par la suite Lake’s Crossing. La population de cette communauté augmenta après la découverte d’un important gisement d'argent à proximité, dans les années 1850. En 1868, le chemin de fer atteignit la ville et la ville est rebaptisée Reno en l'honneur du général de la guerre de Sécession Jesse Lee Reno.
Elle est aussi appelée « la petite sœur de Las Vegas ».

## Géographie
La température moyenne est de 10,4 °C et le total annuel des précipitations est de 190 mm.
| Mois                     | jan. | fév. | mars | avril | mai  | juin | jui. | août | sep. | oct. | nov. | déc. |
| ------------------------ | ---- | ---- | ---- | ----- | ---- | ---- | ---- | ---- | ---- | ---- | ---- | ---- |
| Température moyenne (°C) | 0,5  | 3,3  | 6    | 9,2   | 13,6 | 18,4 | 22   | 20,9 | 15,8 | 10,4 | 4,6  | 0,4  |
| Précipitations (mm)      | 28   | 25   | 17,7 | 10,1  | 17,7 | 12,7 | 7,6  | 7,6  | 10,1 | 10,1 | 22,8 | 25,4 |

## Culture et enseignement
On trouve à Reno :
- l'université du Nevada à Reno fondée en 1874 ;
- le musée d'Art du Nevada ;
- le musée d'Histoire de l'État du Nevada ;
- le musée national de l'Automobile de la Fondation William F. Harrah.

Reno est connue pour ses courses : courses de ballons à air chaud, courses aux pylônes de warbirds (des avions majoritairement issus de la Seconde Guerre mondiale font des courses en rase-motte sur un « circuit » délimité au sol par des pylônes) et courses automobiles.

## Tourisme
Le tourisme constitue l’un des piliers de l’économie de Reno, souvent surnommée « The Biggest Little City in the World ». Située au nord-ouest du Nevada, la ville est réputée pour ses nombreux complexes hôteliers et casinos qui proposent des divertissements variés, accessibles 24 heures sur 24. Grâce à son climat semi-aride et son environnement naturel, Reno attire également les amateurs de plein air : la proximité du lac Tahoe et de la Sierra Nevada offre des opportunités de ski, de randonnée et d’autres activités de montagne. Enfin, la ville se démarque par son dynamisme culturel, illustré notamment par des événements annuels tels que la Great Reno Balloon Race ou Hot August Nights, qui célèbrent le patrimoine local et attirent un large public.

## Démographie
| Groupe            | Reno | Nevada | États-Unis |
| ----------------- | ---- | ------ | ---------- |
| Blancs            | 81,1 | 66,2   | 72,4       |
| Autres            | 10,4 | 12,0   | 6,2        |
| Asiatiques        | 6,3  | 7,2    | 4,8        |
| Métis             | 4,2  | 4,7    | 2,9        |
| Afro-Américains   | 2,9  | 8,1    | 12,6       |
| Amérindiens       | 2,4  | 1,2    | 0,9        |
| Océaniens         | 0,7  | 0,6    | 0,2        |
| Total             | 100  | 100    | 100        |
|                   |      |        |            |
| Latino-Américains | 21,3 | 26,5   | 16,7       |

Selon l'American Community Survey, pour la période 2011-2015, 73,70 % de la population âgée de plus de 5 ans déclare parler l'anglais à la maison, 18,17 % l'espagnol, 2,42 % le tagalog, 0,62 % une langue chinoise et 5,08 % une autre langue.

## Économie

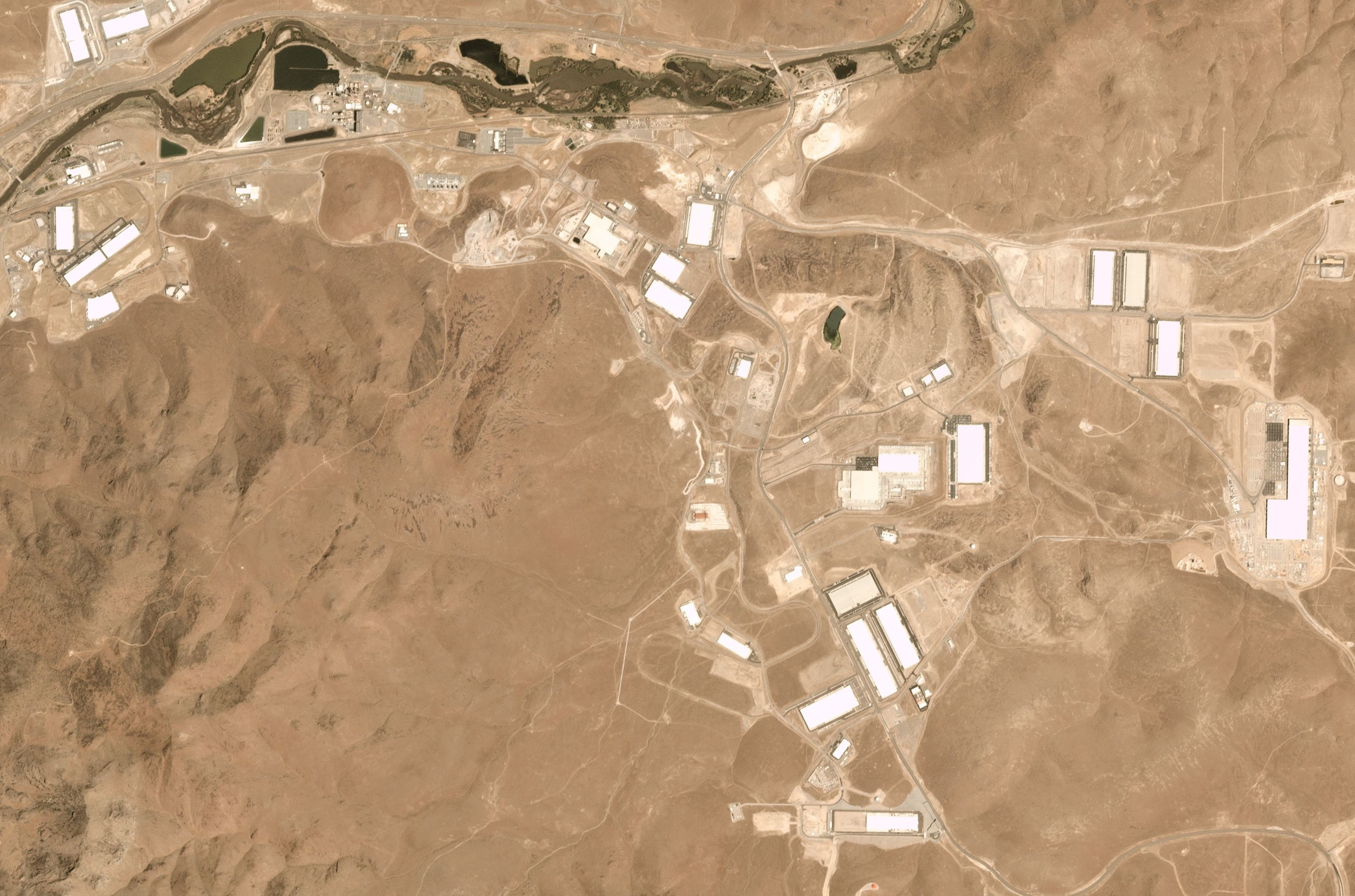
Vue satellite du centre industriel, avec un centre de données d'Apple au nord-ouest.

Reno est un centre de commerce de la distribution et de la production industrielle, situé dans une région d'élevage et d'exploitation minière. On y fabrique des matériaux de construction, de l’équipement électronique. La ville est également un lieu de villégiature apprécié pour ses grands casinos. La législation libérale de cet État donne à Reno la réputation d'une ville où l'on peut facilement obtenir le divorce.

## Personnalités liées à la ville
- Tilla Weinstein (1934–2002), mathématicienne américaine.
- Dawn Wells (1938-2020), actrice américaine.